# Gilbert Grape
Pour plus de détails, voir Fiche technique et Distribution.
Gilbert Grape (What's Eating Gilbert Grape) est un drame américain réalisé par Lasse Hallström, sorti en 1993.
Il s'agit d'une adaptation du roman éponyme de Peter Hedges.

## Synopsis
Dans la petite ville d'Endora, dans l'Iowa, Gilbert Grape passe ses journées à s'occuper d'Arnie, son petit frère qui a un handicap mental. Sa mère, Bonnie, est atteinte d'obésité morbide après des années de dépression à la suite du suicide de son époux. Bonnie étant dans l'incapacité de prendre soin elle-même de ses enfants, c'est Gilbert qui a endossé la responsabilité de chef de famille. Il est commis dans un magasin d'alimentation, et passe beaucoup de temps à empêcher Arnie de grimper sur le réservoir d'eau de la ville pendant que ses sœurs Amy et Ellen s'occupent du ménage et de la cuisine. La relation entre les deux frères est faite d'attention et de protection (Gilbert interdit à quiconque de s'en prendre à Arnie). Un nouveau supermarché, Foodland, a également ouvert dans la ville, menaçant la petite épicerie où travaille Gilbert. Pour achever le tableau, Gilbert doit repousser les avances de Betty Carver, une femme mariée, mère de deux jeunes enfants.
Pendant que la famille prépare le 18e anniversaire d'Arnie, une jeune femme prénommée Becky et sa grand-mère, victimes d'une panne, se retrouvent coincées à Endora. Gilbert est attiré par Becky mais sa vie habituelle ne lui facilite pas les choses. Répondant à une invitation de Becky, il passe la soirée avec elle, ayant pour la première fois de sa vie laissé Arnie seul prendre son bain. Rentré tard, il se couche aussitôt et à son réveil, le lendemain, il trouve Arnie toujours dans la baignoire à présent pleine d'eau glacée. La culpabilité éprouvée par Gilbert est aggravée par la colère de sa famille. Après cet incident, Arnie refuse désormais tout contact avec l'eau, ce qui inclut les bains. Conséquence prévisible, la saleté s'accumule sur son visage et ses mains, ce qui ajoute un problème à la liste de ceux traités par Gilbert. 
La relation secrète entre Betty et Gilbert se termine lorsqu'elle essaie d'avoir une relation sexuelle avec lui alors même qu'il est au téléphone avec son mari. Elle quitte finalement la ville à la recherche d'une nouvelle vie après la mort de son époux (retrouvé noyé dans la petite piscine des enfants après une violente crise cardiaque). De nombreux habitants restent persuadés qu'elle a tué son époux. Seul Gilbert et un ami employé aux pompes funèbres croient encore à l'innocence de Betty.
Becky noue des liens de plus en plus profonds avec Gilbert et Arnie, et tente d'aider Gilbert à se retrouver dans sa vie de famille. Un jour, ils sont si absorbés dans l'une de leurs conversations qu'ils ne s'aperçoivent pas tout de suite qu'Arnie a disparu. Il est retourné au réservoir d'eau qu'il essaye toujours d'escalader, mais cette fois, il atteint le sommet et il est arrêté par la police en descendant d'une nacelle venue le chercher en toute sécurité.  En conséquence, cela force sa mère obèse (qui n'avait pas quitté la maison depuis le décès de son mari) à sortir pour se rendre au poste pour réclamer la libération de son Arnie. Ce dernier est immédiatement relâché mais Bonnie devient, en sortant du poste du shérif, le centre de l'attention d'une bonne partie des habitants de la ville qui lui porte un regard plutôt moqueur.
De retour à la maison, Gilbert veut tenter une première fois de faire prendre un bain à Arnie mais celui ci court un peu partout dans la maison et bouscule sa grande sœur qui avait terminé le gâteau d'anniversaire, fait maison.
N'ayant pas de solution pour refaire un gâteau à  temps, on demande à Gilbert d'aller chercher  un gâteau de remplacement. Ce sera en fait à Foodland tout en représentant sa première visite en ces lieux.
Plus tard, chez lui, Arnie ne peut s'empêcher de manger un morceau de son gâteau d'anniversaire placé au frigidaire, alors que Gilbert lui avait dit de pas y toucher auparavant.  En outre, quelques instants plus tard, Arnie résiste aux exhortations de Gilbert, qui tient absolument à ce qu'il prenne un bain. Gilbert finit par perdre son calme et gifle plusieurs fois son frère avant de quitter la pièce, consterné par sa propre attitude. Et il part immédiatement avec son pickup, faire un tour pour se calmer. Arnie quitte la maison pour retrouver Becky, qui prend soin de lui et parvient même à lui faire prendre un bain dans le lac près de sa caravane. En voyant qu'elle avait réussi là où lui-même avait échoué, Gilbert réalise qu'Arnie était tout à fait capable de vaincre sa peur, qu'il n'était pas stupide, et cette constatation aggrave son sentiment de culpabilité par rapport à sa conduite. Après que les sœurs d'Arnie soient passées le chercher, Becky s'approche de Gilbert qui, resté spectateur de la scène, lui évoque alors sa frustration et la mort de son père. Becky lui annonce que sa grand-mère a réussi à réparer la caravane, et qu'ils partiront tout de suite après l'anniversaire d'Arnie. Ils passent la nuit ensemble à la belle étoile et, le jour suivant, Gilbert retourne chez lui, à la fête d'anniversaire d'Arnie, pour s'excuser.
À la fin de la fête d'Arnie, et après avoir rencontré Becky pour la première fois, Bonnie décide de grimper les escaliers pour rejoindre sa chambre, ce qu'elle n'avait plus fait depuis des années (elle dormait sur le canapé du salon). Durant la soirée, elle décède et est découverte par Arnie, qui essaie d'abord de la réveiller, persuadé qu'il s'agit d'un jeu. Lorsqu'il comprend qu'elle est morte, il commence à se frapper lui-même et se rue hors de la maison. En tentant de l'arrêter, ses sœurs comprennent que leur mère est décédée. La police déclare à la famille Grape qu'ils auront besoin de l'assistance d'autres personnes pour évacuer Bonnie. Après le départ des officiers, Gilbert pense qu'il faudra une grue pour sortir Bonnie de la maison. Lui et ses sœurs passent la nuit à veiller leur mère, pleurant sa perte. La fratrie sait que le spectacle de leur mère extirpée de la maison par une grue va attirer une foule de badauds, et refusent de donner Bonnie en spectacle. Ils vident la maison de tout son contenu, y laissant seulement leur mère, toujours sur son lit, et mettent le feu à la maison.
Un an plus tard, Gilbert et Arnie attendent le défilé des caravanes, à la période des vacances. Gilbert parle d'Amy, qui a réussi à trouver un petit boulot dans une boulangerie, et d'Ellen, apparemment heureuse de changer d'école. Arnie court après les véhicules, bras au vent, impatient de revoir Becky et sa grand-mère. Elles arrivent enfin. Gilbert et Arnie montent dans l'automobile et Gilbert serre Becky dans ses bras.

## Fiche technique
- Titre francophone : Gilbert Grape
- Titre original : What's Eating Gilbert Grape
- Réalisation : Lasse Hallström
- Scénario : Peter Hedges, d'après son roman What's eating Gilbert Grape
- Production : David Matalon, Bertil Ohlsson et Meir Teper
- Musique : Björn Isfält et Alan Parker
- Photographie : Sven Nykvist
- Montage : Andrew Mondshein
- Pays de production : États-Unis
- Format : couleur - 1,85:1 / 35mm- Dolby
- Genre : drame
- Durée : 118 minutes
- Dates de sortie :
  - États-Unis : 25 décembre 1993 (sortie nationale)
  - France : 6 avril 1994 (sortie nationale)

## Distribution
- Johnny Depp (VF : Emmanuel Karsen) : Gilbert Grape
- Leonardo DiCaprio (VF : Vincent Ropion) : Arnie Grape
- Juliette Lewis (VF : Françoise Dasque) : Becky
- Mary Steenburgen (VF : Martine Irzenski) : Betty Carver
- Darlene Cates (VF : Denise Metmer) : Bonnie Grape
- Laura Harrington (en) (VF : Diane Valsonne) : Amy Grape
- Mary Kate Schellhardt (VF : Claire Guyot) : Ellen Grape
- Kevin Tighe (VF : Jean-Claude Sachot) : Ken Carver
- John C. Reilly (VF : Jacques Bouanich) : Tucker Van Dyke
- Crispin Glover (VF : Éric Legrand) : Bobby McBurney
- Penelope Branning (VF : Jacqueline Staup) : la grand-mère de Becky
- Tim Green (VF : Michel Fortin) : M. Lamson
- Susan Loughran (VF : Anne Ludovik) : Mme Lamson
- Brady Coleman (VF : René Morard) : le shérif Farrel

## Distinctions

### Nominations
- Oscars 1994 : Meilleur acteur dans un second rôle pour Leonardo DiCaprio
- Golden Globes 1994 : Meilleur acteur dans un second rôle pour Leonardo DiCaprio